# Liste der Naturdenkmale in Königsbach-Stein
| Naturdenkmale | Anzahl |
| ------------- | ------ |
| FND           | 0      |
| END           | 1      |
| Gesamt        | 1      |

Die Liste der Naturdenkmale in Königsbach-Stein nennt die verordneten Naturdenkmale (ND) der im baden-württembergischen Enzkreis liegenden Gemeinde Königsbach-Stein. In Königsbach-Stein gibt es insgesamt ein als Naturdenkmal geschütztes Objekt, es gibt kein flächenhaftes Naturdenkmal (FND), es handelt sich um ein Einzelgebilde-Naturdenkmal (END).
Stand: 1. November 2016.

## Einzelgebilde (END)
| Name                             | Bild | Kennung     | Einzelheiten     | Position | Fläche Hektar | Datum         |
| -------------------------------- | ---- | ----------- | ---------------- | -------- | ------------- | ------------- |
| Wiesen-Speierling beim Eiselberg | BW   | 82360760001 | Königsbach-Stein | ⊙        | 0,0           | 19. Sep. 1988 |
| Legende für Naturdenkmal         |      |             |                  |          |               |               |